# Playing for Change

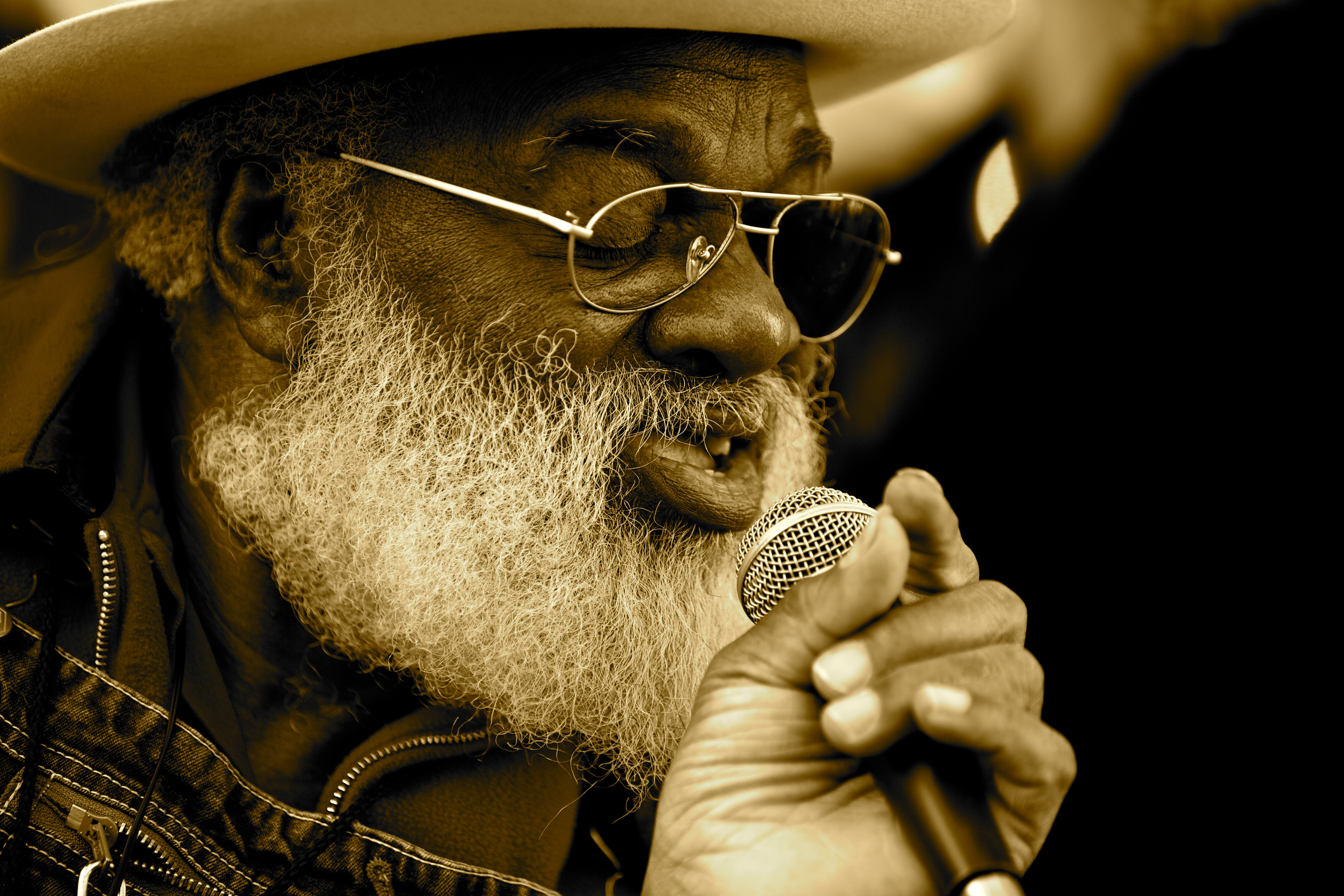
Grandpa Elliott

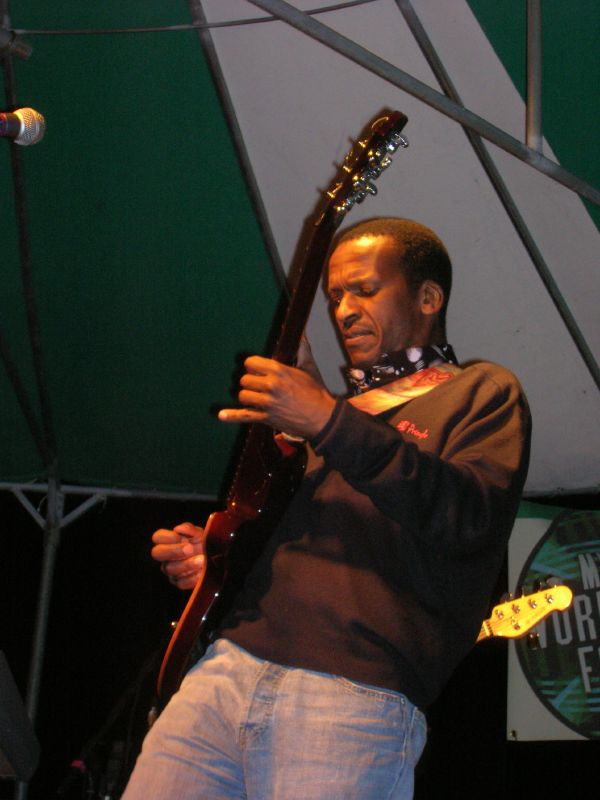
Louis Mhlanga

A Playing for Change (PFC − „Zenélj a Változásért”) egy Mark Johnson hangmérnök és producer által 2009-ben létrehozott amerikai nonprofit alapítvány és mozgalom.
A Playing For Change „határtalan” zenei tevékenységet végez. (»Song Around the World«)
2004-ben indult a mozgalom, a zene, mint átfogó béketeremtő művészet jegyében, ami összeköti a különböző népeket bőrszínük, vallásuk, politikai, ideológiai, kulturális eltéréseik dacára. A PFC deklarált célja, hogy a világ különböző pontjain zeneoktatási intézményeket hozzon létre és hangszerekkel lássa el őket, továbbá hogy különböző nemzetiségű embereket kapcsoljon össze a zenén keresztül.
Időről időre híres dalok videófeldolgozásait készítik el úgy, hogy a világ különböző tájain játszó muzsikusok csak a kész filmen találkoznak.
A Playing For Change alapítvány a zene erejével akarja összekapcsolni a világot.
A change magyarul azt is jelenti, hogy aprópénz, változtatás. A Playing For Change elnevezés tehát azt is kifejezi, hogy a zenészek, köztük az utcazenészek (a kalapozás mellett) a világ megváltoztatásáért is muzsikálnak.

## Zenekar
A Playing For Change zenekara egy nemzetközi együttes, a Playing For Change Band.
Állandó tagok
- ének: Clarence Bekker (holland, suriname-i)
- ének, szájharmonika: Grandpa Elliott (New Orleans) †
- ének: Titi Tsira (Dél-afrikai Köztársaság)
- ének: Sherieta (Jamaica)
- ének: Tal Ben Ari (Tula), Izrael
- ének, ütőhangszerek: Mermans Mosengo (Kongói Demokratikus Köztársaság)
- gitár: Louis Mhlanga (Dél-afrikai Köztársaság)
- slide gitár: Roberto Luti (Olaszország)
- gitár: Jason Tamba (Kongói Demokratikus Köztársaság)
- gitár: Renard Poché (New Orleans)
- basszus: Oskar Cartaya (New York)
- basszus: Orbe Ortiz (Kuba)
- billentyűs: Tom Canning (Rochester, USA)
- billentyűs: Keiko Komaki, Japan

## Lemezek
| Év   | Album címe                              | Előadók    | Országok      | Sikerek |
| ---- | --------------------------------------- | ---------- | ------------- | --- |
| 2009 | Songs Around The World                  | 100 zenész | 21 országban  | Debuted #10 on Top 200 Billboard Chart 2009 #1 on World Music Charts 200 AP Top Ten album of the year 2009 Platinum Award - Brazil |
| 2011 | PFC2 Songs Around The World             | 150 zenész | 25 cországban | Debuted #1 Billboard World Music Charts 2011 Platinum Award - Brazil                                                               |
| 2014 | PFC3 Songs Around The World             | 185 zenész | 31 országban  | Debuted #1 on the 2014 FNAC charts in Brazil                                                                                       |
| 2018 | Playing For Change: Listen to the Music | 210 zenész | 25 országban  | |

## The Playing For Change Foundation[1]
Az Alapítvány zeneiskolákat és komplett zenei programokat hozott létre:
- Imvula Music Program, Gugulethu, South Africa
- Bizung School of Music & Dance, Tamale, Ghana
- Udayapur Nepal Music Program, Udayapur District, Nepal
- Ecole de Musique de Kirina, Kirina, Mali
- Tintale Village Mother's Society, Nepal
- Star School Music Program, Kigali, Rwanda
- Mitrata Nepal Village Music Program, Kathmandu Nepal
- Musica Music Institute, Kathmandu, Nepal
- Khlong Toey Music Program, Bangkok, Thailand
- Cajuru Music Program, Curitiba, Brazil
- Mirpur Music Program, Dhaka, Bangladesh
- Joudour Sahara Music Program, M'hamid El Ghizlane, Morocco
- Playing For Change Patagonia, Patagonia, Argentina
- Baja Musical Arts Intensive, Tijuana, Mexico
- PFC Diamante, Argentina Diamante, Argentina

### Rendszeres zenei programok
Mali, Nepál, Bangladesh, Ghana, Dél-Afrika, Rwanda, Thaiföld, Marokko, Brazilia, Argentina, Mexico.
Felvételeikről CD-ket és DVD-ket adnak ki, a Vimeón és a YouTube-on is terjesztik őket.